# Oromia
Oromia (đôi khi viết là Oromiya, và viết là Oromiyaa trong tiếng Oromo) là một trong 9 chính quyền vùng dựa trên dân tộc (kililoch) của Ethiopia, giáp biên giới với bang Thượng Nin của Nam Sudan và hạt Marsabit của Kenya. Vùng có diện tích 284.538 km² trải dài từ biên giới phía tây tạo thành một vòng cung đến góc tây nam của quốc gia, theo điều tra nhân khẩu năm 2007 thì vùng có trên 27 triệu người, khiến Oromia là vùng lớn nhất cả về dân số và diện tích của Ethiopia. Oromia bao gồm tỉnh cũ Arsi cùng với một bộ phận của các tỉnh cũ Bale, Hararghe, Illubabor, Kaffa, Shewa, Sidamo, và Welega. Thủ phủ hiện nay của vùng là Addis Ababa; các đô thị quan trọng khác bao gồm Adama, Ambo, Asella, Bishoftu, Dembidolo, Fiche, Gimbi, Goba, Jimma, Metu, Negele Boran, Nekemte, Shashamane và Waliso.
| Dân tộc                                                         | Điều tra 1994 | Điều tra 2007 |
| --------------------------------------------------------------- | ------------- | ------------- |
| người Oromo                                                     | 85%           | 87,8%         |
| người Amhara                                                    | 9,1%          | 7,22%         |
| người Gurage (một số Sebat Bet Gurage, Soddo Gurage, và Silt'e) | 0,98%         | 0,93%         |
| dân tộc khác                                                    | 4,6%          | 4%            |

| Tôn giáo                  | Điều tra 1994 | Điều tra 2007 |
| ------------------------- | ------------- | ------------- |
| Hồi giáo                  | 44,3%         | 47,6%         |
| Ki-tô giáo chính thống    | 41,3%         | 30,4%         |
| Tin Lành                  | 8,6%          | 17,7%         |
| các tôn giáo truyền thống | 4,2%          | 3,3%          |
| các tôn giáo khác         | 1,6%          | 1%            |